# Bitwa pod Peluzjum (55 p.n.e.)
Bitwa pod Peluzjum – starcie zbrojne, które miało miejsce w roku 55 p.n.e. w trakcie kampanii rzymskiej w Egipcie.
W starciu tym, stoczonym w pobliżu miasta Peluzjum na północno-wschodnim odcinku delty nilowej, oddziały rzymskie pod wodzą Aulusa Gabiniusza, namiestnika Syrii, który rok wcześniej stłumił w Judei powstanie Arystobula, pokonały siły Egipcjan dowodzonych przez Archelaosa IV.
Tym samym Gabiniusz przywrócił tron Ptolemeuszowi XII Auletesowi, ojcu Kleopatry VII, kochanki Cezara, małżonki Marka Antoniusza i matki ostatniego władcy Egiptu, Ptolemeusza XV Cezariona.